# Atter
Atter, Osnabrück-Atter – dzielnica miasta Osnabrück w Niemczech, w kraju związkowym Dolna Saksonia.